# Troketon
Troketon is een bestuurslaag in het regentschap Klaten van de provincie Midden-Java, Indonesië. Troketon telt 4225 inwoners (volkstelling 2010).